# 角島秀輝
角島 秀輝（かくしま ひでき、1959年12月1日 - ）は、日本の発明家、技術者である。

## 概要
北海道室蘭市生まれ。北海道恵庭北高等学校卒業後、札幌トヨペット、航空自衛隊、ハドソンなどを経て30歳の時に株式会社アンフィニーシステムを立ち上げる。システム開発者、プログラマ、システムコーディネーター、システムエンジニアを兼務する。独立後は、親戚の関係で日本で最古のパソコン通信を使用した土木自動計測システム（地すべり自動監視システム）を手掛けた。
ハドソン時代では、ハドソンが手掛けたシャープX68000のガイドブックを著書として出筆し、ビジネスアスキー出版が出した。ハドソンを退社後、Human68kを手掛けた当時ハドソンの優秀な技術者である本迫芳夫氏からの友情かつ信頼からHuman68kの32BIT化を手伝った。
また、メッツコーポレーションが上場出来た最貢献ソフトウェアーである筆自慢Ver１は彼がひとりで手掛けたアプリケーションであり、その後MS-DOS版のVer3まで、彼が経営するアンフィニーシステム社が手掛けていた。その後の筆自慢は、彼を裏切った形でソースコードを持ち出しメッツに移籍した渡辺が開発したものである。また、筆まめを販売してたクレオからの依頼で筆まめの姉妹品である筆まめキッズも手掛けた。このアプリケーションは、当時希少なWindowsとMAC-OSのダブルブートと言うOSに依存しないアプリケーション開発を試み、見事に製品化している。2000年以降は、情報処理からエネルギー分野へ興味が変わり、LED情報板システムや太陽光エネルギー等の開発を行う。
テレビなどにもしばしば出演していたが、特に2006年にテレビ東京のトレンドたまごに出演した北海道庁が採用したWEB地理情報システム「時空間GIS」や2007年には「ウィークリー赤れんが」にて、省エネルギー大賞を受賞した道路情報板や北海道でも最大級の太陽電池による独立電源システムと省エネ情報板を組み合わせた、北海道道742号霧立小平線に設置している設備が北海道知事（高橋はるみ知事）の特番で放送された。
近年では、LEDを用いた道路情報板を他社大手メーカーと比較し大幅な省エネを実現したシステムを開発。また、IP通信による制御も可能で、初期導入コストの大幅な低減に貢献している。それらの特許を保有している。また先述した「時空間GIS」は、北海道・札幌市・マイクロソフト社が2005年6月から共同で実施している「ベンチャー育成支援事業」の第1号として事業化されている。
また、太陽電池を使用した独立電源システムの研究開発も行っており、日本ではめずらしいZVS-PWMコンバーターを使用したMPPT制御の制御装置開発も手掛ける（特許出願中技術特許出願2007-87714　特許公開2008-251612）。
その後、東京へ上京し、電力変換装置の特許開発（特開2014-152727）やDDマシン社やアトムジャパン社が販売している流体攪拌装置の国際特許（特開2014-152727）、国内特許（特許5945377）を取得した。本装置はヒートポンプサイクル等での配管抵抗を大幅に軽減する装置であり、累計１万５千機もの販売実績がある省エネ機器である。情報処理や電子工学が主体であった彼が、このような流体や化学に関する分野の開発が可能となったのは、オープンフォーム＝流体解析ライブラリーというコンピュータによる数値計算が可能な時代であり、情報処理技術を駆使した装置だった。
また、さらに2018年では電子タバコのＧＩＰＰＲＯブランドのＳＷ１やＳＷ２の開発に携わり、ＳＷ１では、ＪＴのプルームテックプラスより１年も前に二段フレーバー吸引装置の国際特許を出願（２０２０年特許公開中）等を手掛ける。
２０２４年９月にアマティ合同会社を設立する。本格化するGXリーグに向けCO2排出抑制の切り札となるヒートポンプ省エネ装置α-GXを新たに開発、OEMならび販売を開始する。この流体攪拌装置は先に述べられている装置に対して、R32対応、分散化され省冷媒化に対応した２馬力～６馬力未満の第５世代となる流体攪拌装置である。
事実上ヒートポンプの流体攪拌装置は彼だけが研究開発しており、ライセンスがあっても新たな装置は開発できない。

### 職歴
- 札幌トヨペット
- カローラ札幌
- 航空自衛隊（通信小隊）
- （株）ハドソン
- 株式会社アンフィニーシステム　代表取締役
- DDマシン株式会社
- アマティ―合同会社